# بانكو دي إسبانيا (محطة مترو أنفاق مدريد)
بانكو دي إسبانيا (بالإسبانية: Banco de España)‏ هي محطة مترو أنفاق في مدريد في إسبانيا، تقع على الخط رقم 2. سمي على بنك إسبانيا القريب من المحطة والواقع في نفس الشارع.